# Xã Middle River, Quận Marshall, Minnesota
Xã Middle River (tiếng Anh: Middle River Township) là một xã thuộc quận Marshall, tiểu bang Minnesota, Hoa Kỳ. Năm 2010, dân số của xã này là 78 người.